# Anton Heinrich Friedrich von Stadion
Anton Heinrich Friedrich von Stadion (5. dubna 1691 Würzburg – 26. října 1768 Warthausen) byl nejvyšší hofmistr na kurfiřtském dvoře v Mohuči, za vlády s ním spřízněným Janem Fridrichem Karlem z Osteinu. Stadion je pokládán za průkopníka osvícenství a byl, díky svému vysokému úřadu, odpovědný za mnoho reforem v kurfiřtské Mohuči.

## Rodina a mládí
Pocházel ze hraběcího rodu Stadionů, linie Stadion-Warthausen a byl synem Jana Filipa I. ze Stadionu (1652-1741), od roku 1711 hraběte ze Stadionu, a jeho třetí ženy Marie Anny ze Schönbornu (1669-1703) z rodu Schönbornů. Studoval na mohučské univerzitě práva a finančnictví. Na jedné ze svých cest potkal Voltaira a jeho postoje přijal za své.
Už jeho otec od roku 1709 zastával post großhofmeistera u kurfiřta Lothara Františka ze Schönbornu a také jeho další příbuzní drželi v Mohuči vysoké úřady. Roku 1737 jeho otec z úřadu odstoupil a uvolnil tak synovi místo jako svému nástupci.
27. června 1724 se ve Freiburgu oženil s Marií Annou ze Sickingen-Hohenburgu (1706–1774) a měl s ní tři dcery a dva syny.

## Kurfiřtský dvůr
Anton Heinrich Friedrich von Stadion sloužil třem kurfiřtům: nejprve Philippu Karlu von Eltz-Kempenich, poté Johannu Friedrichu Karlu von Ostein a posledních několik let Emmerichu Josepha von Breidbach zu Bürresheim. Především Johannem Friedrichem Karlem von Ostein byl jmenován do všech úřadů, které zastával i jeho otec: tajný rada, dvorní maršál, vrchní úředník v Tauberbischofsheimu.

## Reformy v duchu osvícenství
Stadion byl přímo odpovědný za různé reformní počiny. Zavedl v kurfiřtském státě všeobecné zemské právo a moderní soudní systém.
Dle nařízení z 22. prosince 1747 byly zavedeny v Mohuči dva dvoutýdenní trhy, které se od roku 1748 konaly každoročně. Dalšími opatřeními pomohl Mohuči stát se významným obchodním centrem.